# Slankamenački Vinogradi
Slankamenački Vinogradi (en serbe cyrillique : Сланкаменачки Виногради ; en slovaque : Slankamenské Vinohrady) est un village de Serbie situé dans la province autonome de Voïvodine. Il fait partie de la municipalité d'Inđija dans le district de Syrmie (Srem). Au recensement de 2011, il comptait 253 habitants.
Slankamenački Vinogradi est une communauté locale, c'est-à-dire une subdivision administrative, de la municipalité d'Inđija.

## Géographie

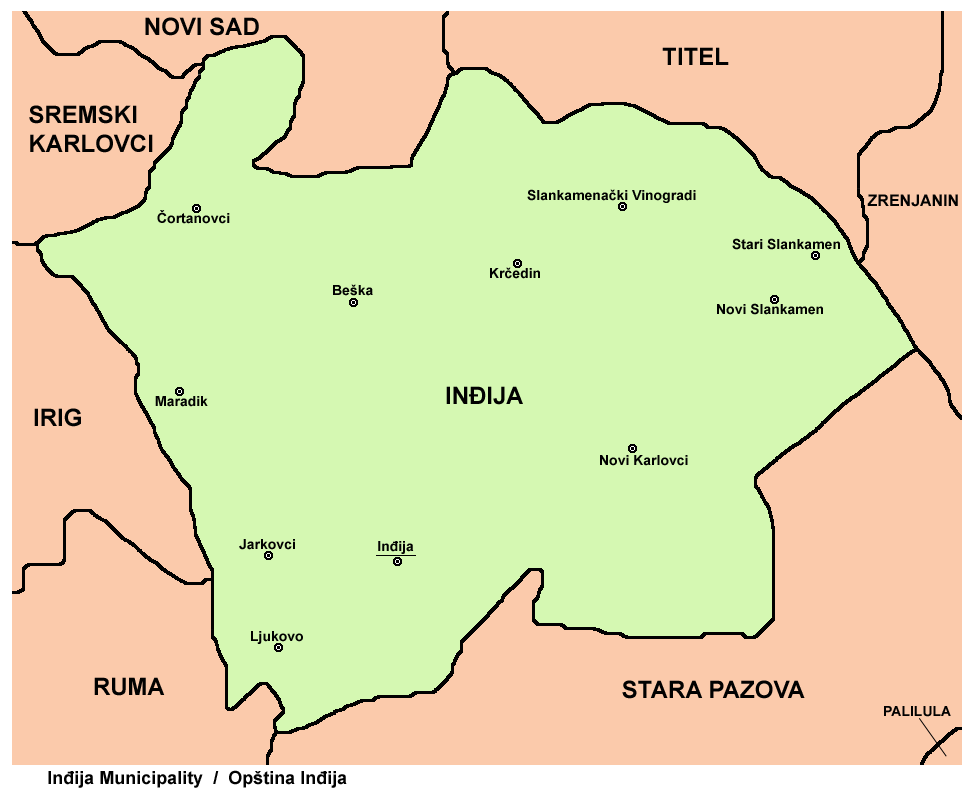
Localisation de Slankamenački Vinogradi dans la municipalité d'Inđija

Slankamenački Vinogradi se trouve dans la région de Syrmie, au pied du versant oriental du massif de la Fruška gora et sur les pentes de la colline de Koševac. Le village constitue la plus petite communauté locale de la municipalité d'Inđija.

## Histoire
En 1770, un professeur du lycée de Novi Sad, Jan Bon, rassembla des Slovaques de la région de la Bačka et de la région de Pest pour les conduire à Stara Pazova. En chemin, les Slovaques aperçurent le massif de la Fruška gora, qui leur rappela les Hautes Tatras (en slovaque : Vysoké Tatry), une montagne de leur ancienne patrie. Après l'abolition de la Frontière militaire en 1871, les autorités autrichiennes décidèrent de favoriser la culture de la vigne dans la région et des terres furent allouées à cet effet aux familles de Stara Pazova ; deux cents familles originaires de la ville vinrent s'y installer. Slankamenački Vinogradi est mentionné pour la première fois en 1895 ; le nom de Vinogradi évoque les vignobles de la région et Slankamenački évoque le nom d'un cépage appelé slankamenka et non les villages voisins de Stari Slankamen et Novi Slankamen,.
La première école du village fut créée en 1909 par le pasteur Adam Vereš ; elle était installée dans une demeure privée qui servait aussi de lieu de prière et elle accueillait 200 enfants ; l'école actuelle a été construite en 1957. L'église du village a été construite entre 1953 et 1955. Le village a été électrifié en 1966.

## Démographie

### Évolution historique de la population
| 1948 | 1953 | 1961 | 1971 | 1981 | 1991 | 2002 | 2011 |
| ---- | ---- | ---- | ---- | ---- | ---- | ---- | ---- |
| 636  | 628  | 581  | 533  | 493  | 278  | 266  | 253  |

|  |

### Données de 2002
Pyramide des âges (2002)
En 2002, l'âge moyen de la population était de 41,3 ans pour les hommes et 49,7 ans pour les femmes.
Répartition de la population par nationalités (2002)
En 2002, les Slovaques représentaient 74,8 % de la population ; le village abritait aussi des minorités serbes (9,7 %) et croates (1,1 %).

### Données de 2011
En 2011, l'âge moyen de la population était de 48,4 ans, 46,2 ans pour les hommes et 50,5 ans pour les femmes.

## Culture
Slankamenački Vinogradi est le seul village slovaque de la municipalité d'Inđija. Dans les années 1980, il abritait un groupe folklorique qui se produisait aussi dans les localités voisines. En 2007 a été créée l'association culturelle et artistique Vinogradi qui participe à des manifestations nationales comme les Pudarski dani ; le village a organisé cette manifestation en 2009. L'association Vinogradi joue un rôle majeur dans la préservation des traditions folkloriques de la région, notamment les costumes, les chants et les danses.

## Économie
La plupart des habitants travaillent dans l'agriculture et, notamment, la culture de la vigne et des fruits ; on y récolte des pêches, des abricots, des pommes et des prunes, qui sont vendus sur les marchés urbains.